# Cúp quốc gia Scotland 1969–70
Cúp quốc gia Scotland 1969–70 là mùa giải thứ 85 của giải đấu bóng đá loại trực tiếp uy tín nhất Scotland. Chức vô địch thuộc về Aberdeen khi đánh bại Celtic trong trận Chung kết.

## Vòng sơ loại 1
| Đội nhà          | Tỉ số | Đội khách          |
| ---------------- | ----- | ------------------ |
| Alloa Athletic   | 3 – 1 | Peterhead          |
| Berwick Rangers  | 1 – 0 | Brechin City       |
| Forres Mechanics | 0 – 2 | Clydebank          |
| Stenhousemuir    | 0 – 1 | Gala Fairydean     |
| Stranraer        | 3 – 1 | East Stirlingshire |

## Vòng sơ loại 2
| Đội nhà              | Tỉ số | Đội khách             |
| -------------------- | ----- | --------------------- |
| Gala Fairydean       | 1 – 4 | Dumbarton             |
| Tarff Rovers         | 1 – 0 | Alloa Athletic        |
| Albion Rovers        | 1 – 0 | Berwick Rangers       |
| Clydebank            | 1 – 0 | Queen’s Park          |
| Inverness Caledonian | 5 – 0 | Ross County           |
| Montrose             | 2 – 1 | Cowdenbeath           |
| Stranraer            | 1 – 1 | St Cuthbert Wanderers |
| Vale of Leithen      | 1 – 2 | Hamilton Academical   |

### Đấu lại
| Đội nhà               | Tỉ số | Đội khách |
| --------------------- | ----- | --------- |
| St Cuthbert Wanderers | 0 – 5 | Stranraer |

## Vòng Một
| Đội nhà         | Tỉ số | Đội khách            |
| --------------- | ----- | -------------------- |
| Aberdeen        | 4 – 0 | Clyde                |
| Airdrieonians   | 5 – 0 | Hamilton Academical  |
| Albion Rovers   | 1 – 2 | Dundee               |
| Arbroath        | 1 – 2 | Clydebank            |
| Celtic          | 2 – 1 | Dunfermline Athletic |
| Dumbarton       | 1 – 2 | Forfar Athletic      |
| Dundee United   | 1 – 0 | Ayr United           |
| East Fife       | 3 – 0 | Raith Rovers         |
| Falkirk         | 3 – 0 | Tarff Rovers         |
| Kilmarnock      | 3 – 0 | Partick Thistle      |
| Montrose        | 1 – 1 | Hearts               |
| Greenock Morton | 2 – 0 | Queen of the South   |
| Motherwell      | 2 – 1 | St Johnstone         |
| Rangers         | 3 – 1 | Hibernian            |
| St Mirren       | 2 – 0 | Stirling Albion      |
| Stranraer       | 2 – 5 | Inverness Caledonian |

### Đấu lại
| Đội nhà | Tỉ số | Đội khách |
| ------- | ----- | --------- |
| Hearts  | 1 – 0 | Montrose  |

## Vòng Hai
| Đội nhà         | Tỉ số | Đội khách            |
| --------------- | ----- | -------------------- |
| Aberdeen        | 2 – 1 | Clydebank            |
| Celtic          | 4 – 0 | Dundee United        |
| Dundee          | 3 – 0 | Airdrieonians        |
| East Fife       | 1 – 0 | Greenock Morton      |
| Falkirk         | 2 – 1 | St Mirren            |
| Forfar Athletic | 0 – 7 | Rangers              |
| Kilmarnock      | 2 – 0 | Hearts               |
| Motherwell      | 3 – 1 | Inverness Caledonian |

## Tứ kết
| Đội nhà    | Tỉ số | Đội khách  |
| ---------- | ----- | ---------- |
| Celtic     | 3 – 1 | Rangers    |
| East Fife  | 0 – 1 | Dundee     |
| Falkirk    | 0 – 1 | Aberdeen   |
| Motherwell | 0 – 1 | Kilmarnock |

## Bán kết
| Celtic | 2 – 1 | Dundee |
| ------ | ----- | ------ |
|        |       |        |

| Aberdeen        | 1 – 0 | Kilmarnock |
| --------------- | ----- | ---------- |
| Derek McKay 21' |       |            |

## Chung kết
| Aberdeen                                      | 3 – 1 | Celtic           |
| --------------------------------------------- | ----- | ---------------- |
| Joe Harper 27' (ph.đ.) · Derek McKay 83', 90' |       | Bobby Lennox 89' |